# Expropriation
En droit, l'expropriation est une opération tendant à priver, contre son gré, un propriétaire foncier de sa propriété. De nos jours, ce terme désigne le plus souvent une expropriation pour cause d'utilité publique.

## Types
Des expropriations avec compensation financière sont généralement faites pour la réalisation de projets d'infrastructure : routes et autoroutes, aéroports, etc. Le problème des compensations est une question litigieuse, et le montant doit souvent être tranché par les tribunaux. La légitimité des expropriations est aussi parfois mise en doute.
L'expropriation peut être utilisée pour assurer une redistribution des richesses. Cette pratique se rencontre principalement dans les pays en développement et constitue un risque pour les investissements directs à l'étranger. Ainsi, par exemple, pendant les années 2000, le Zimbabwe a exproprié les fermiers blancs dans le cadre d'une réforme agraire.

## Droit par État

### En Algérie
En Algérie, au début des années 1970, le principe de « la révolution agraire » était basé aussi sur l'expropriation des propriétaires terriens et la distribution de la « terre à celui qui la travaille ». Cette politique, encouragée par Houari Boumédiène, a montré vite ses limites. Elle n'a pas donné les résultats escomptés. Elle a été abandonnée sitôt son promoteur disparu, en 1978.

### Canada

#### Québec
En droit québécois, l'expropriation pour cause d'utilité publique est prévue à l'article 952 du Code civil du Québec : 

« Le propriétaire ne peut être contraint de céder sa propriété, si ce n’est par voie d’expropriation faite suivant la loi pour une cause d’utilité publique et moyennant une juste et préalable indemnité. »

 Elle est aussi prévue par la Loi sur l'expropriation et les articles 570 à 572 de la Loi sur les cités et villes.
Un des cas les plus connus d'expropriation dans l'histoire du Québec est l'expropriation du village de Ste-Scolastique afin de construire l'aéroport de Mirabel, qui s'est avéré être un éléphant blanc, puisqu'il est sous-utilisé par rapport à l'aéroport de Dorval. L'étendue de la zone expropriée avait alors été le principal litige.

### En Chine
Les expropriations sont un problème courant en Chine, ces expropriations se fondant sur la propriété de la terre par l’État dans les villes et par la propriété collective dans les campagnes. Des personnes comme Ni Yulan se sont opposées à certaines expropriations en raison de compensations insuffisantes accordées à la suite de ces expropriations et certains cas de corruption. L'opposition aux expropriations peut être punie de prison.

### En France
En droit français, l’expropriation administrative ne peut être légale que si elle est effectuée pour des raisons d'utilité publique. La définition est assez vague, le juge administratif ayant un large pouvoir d'appréciation qui lui permet d'en déterminer les contours. La notion d'utilité publique laisse un champ vaste à l'administration depuis la loi de 2001 donnant une définition plus que vague du sujet.

## Autres définitions
Le terme d'expropriation est également utilisé par certains mouvements révolutionnaires pour désigner :
- en l'absence de révolution, le vol ; cet emploi du terme a été particulièrement utilisé par les anarchistes argentins durant l'entre-deux-guerres. Il s'agissait là de distinguer ce délit d'un délit de droit commun en raison de sa motivation politique, dans le cadre d'une théorie de l'illégalisme révolutionnaire et de la « propagande par le fait » (ou l'exemple) ;
- pendant une révolution, la redistribution des biens.

#### Droit belge
- Bernard Paques, L'expropriation pour cause d'utilité publique, Louvain-la-Neuve, Larcier, 2001, 216p.